# Angelo Tamburelli
Angelo Tamburelli (31 gennaio 1810 – 31 agosto 1882) è stato un politico italiano.

## Biografia
Più volte Sindaco di Bobbio, fu Deputato del Regno di Sardegna nella III e  nella IV legislatura per il collegio di Bobbio. Morì suicida nel 1882.